# Врана (Црес)
Врана (хрв. Vrana) је насељено место у саставу града Црес, на острву Црес, Приморско-горанска жупанија, Хрватска.

## Историја
До територијалне реорганизације у Хрватској била је у саставу старе општине Црес-Лошињ.

## Становништво
У попису становништва из 2011. године, Врана је имала 12 становника.
| Број становника према пописима | Број становника према пописима | Број становника према пописима | Број становника према пописима | Број становника према пописима | Број становника према пописима | Број становника према пописима | Број становника према пописима | Број становника према пописима | Број становника према пописима | Број становника према пописима | Број становника према пописима | Број становника према пописима | Број становника према пописима | Број становника према пописима | Број становника према пописима |
| ------------------------------ | ------------------------------ | ------------------------------ | ------------------------------ | ------------------------------ | ------------------------------ | ------------------------------ | ------------------------------ | ------------------------------ | ------------------------------ | ------------------------------ | ------------------------------ | ------------------------------ | ------------------------------ | ------------------------------ | ------------------------------ |
| 1857                           | 1869                           | 1880                           | 1890                           | 1900                           | 1910                           | 1921                           | 1931                           | 1948                           | 1953                           | 1961                           | 1971                           | 1981                           | 1991                           | 2001                           | 2011                           |
| 109                            | 110                            | 42                             | 38                             | 37                             | 36                             | 104                            | 93                             | 47                             | 45                             | 36                             | 41                             | 27                             | 20                             | 16                             | 12                             |

Напомена: Садржи податке за насеље Станић 1857, 1869, 1921. и 1931.